# Jean Fromental Cayroche
 (janvier 2017).
Si vous disposez d'ouvrages ou d'articles de référence ou si vous connaissez des sites web de qualité traitant du thème abordé ici, merci de compléter l'article en donnant les références utiles à sa vérifiabilité et en les liant à la section « Notes et références ».
Jean Fromental Cayroche, en religion frère Bernard Philippe (né Jean Prosper Fromental à Servières le 27 juin 1895 et mort le 5 décembre 1978 à Mexico) est un frère des écoles chrétiennes français, missionnaire en Amérique centrale et fondateur des sœurs guadalupéennes de la Salle. Il est reconnu vénérable par l'Église catholique.

## Biographie
Jean Fromental Cayroche est issu d'un milieu modeste et religieux. Appelé à la vie religieuse, il désire devenir missionnaire et entre chez les Frères des écoles chrétiennes. Envoyé en Espagne, à Premià de Mar pour y suivre une sa formation, il y fait la rencontre de saint Miguel Febres Cordero.
Après sa profession religieuse, qu'il fit sous le nom de frère Bernard Philippe, il est envoyé à Cuba, où il enseigne dans les collèges de La Havane et de Güines.
En 1925, il est envoyé à Mexico, où il occupe toujours des postes de professeur dans les colèges. Soucieux de l'éducation des enfants pauvres, de la formation chrétienne de la jeunesse, il donne naissance à l'Institut des Sœurs guadaloupaines de La Salle. Il permet ainsi aux femmes de participer à l'œuvre des Frères des écoles chrétiennes. Jusqu'à sa mort, il se dévoua à la mission éducative dans un esprit missionnaire.

## Béatification
Le 5 juillet 2013, le pape François reconnaît l'héroïcité de ses vertus et le déclare vénérable.